# Forró pé de serra
Forró pé de serra (également connu sous le nom de forró traditionnel) est une expression utilisée pour désigner le groupe de genres musicaux issus de la fête du forró, qui sont traditionnellement interprétés par des trios instrumentaux avec accordéon (sanfona), zabumba et triangle. Les genres musicaux nommés incluent : xote, arrasta-pé, baião, xaxado, forró et rojão (pt). Certains de ces genres, comme le maracatu, le coco, le frevo, sont appelés ainsi lorsqu'ils sont interprétés par des groupes musicaux de forró (pé de serra).

## Histoire
À l'époque de Seu Januário (le père de Gonzaga), de nombreuses fêtes étaient organisées à Araripe, une région montagneuse. D'où l'expression « forró no pé da serra », désormais appelée « forró pé de serra ». L'expression est utilisée par Luiz Gonzaga pour évoquer son enfance et sa jeunesse à Exu (dans l'État du Pernambouc), au pied de la Serra do Araripe, ainsi que les chansons liées aux forrós de cet endroit ; on la retrouve dans des chansons de sa discographie, le « chamego » Pé de Serra sorti en 1942, le xote No meu pé de serra sorti en 1946, l'arrasta-pé Alegria de Pé de Serra sort ien 1978,.
En raison de l'émergence du mouvement forró dans les années 1990, le terme forró pé de serra se répand, et le terme forró traditionnel est également inventé pour différencier le mouvement récent du précédent. Les plus grands défenseurs du forró traditionnel sont les artistes Alcymar Monteiro (roi du forró), Flávio José (roi du xote), Jorge de Altinho, Assisão et d'autres.